# Erik Hazelhoff Jong Talentprijs
De Erik Hazelhoff Jong Talentprijs is een Nederlandse prijs, ingesteld door de Stichting Erik Hazelhoff Roelfzema Prijs. Hij is bedoeld om jonge, getalenteerde academische schrijvers te stimuleren om naast hun 'gewone' carrière ook het schrijverschap te ambiëren. De beste ingestuurde Nederlands- of Engelstalige masterscriptie, geschreven aan een Nederlandse of Vlaamse universiteit, wordt beloond met een geldprijs van 5.000 euro, en een auteurscontract voor publicatie van de scriptie in geredigeerde vorm.
De naam verwijst naar Erik Hazelhoff Roelfzema. Aanvankelijk werd de prijs 'Aanmoedigingsprijs' genoemd.
De weduwe Karin Hazelhoff Roelfzema-Steensma is lid van het Comité van aanbeveling. prinses Irene is beschermvrouwe van de Stichting Erik Hazelhoff Roelfzema Prijs.

## Winnaars
- 2016 - Jeroen van den Biggelaar voor Moderne architectuur van korte duur. Vier cases van vroeg gesloopte bouwwerken uit de jaren zeventig. Masterscriptie Universiteit Utrecht. (juryvoorzitter: prof. dr. Mary Kemperink)[3]
- 2014 - Wiebe de Graaf voor Taco Kuiper (1894-1945) ‘Ik ben zelf aansprakelijk voor mijn dood. Masterscriptie Rijksuniversiteit Groningen. (juryvoorzitter: Dr. Jo Tollebeek)[4]
- 2012 - Boyd van Dijk voor Leven in de schaduw van een kamp. Konzentrationslager Herzogenbusch in Vught, 1942-1944. Masterscriptie Universiteit van Amsterdam, 2010. (Juryvoorzitter: prof. dr. Lisa Kuitert)[5][6]
- 2010 - Esther Zwinkels voor Het Overakker-complot. Verzetsgroepen in confrontatie met de Japanse bezetter op Sumatra tijdens de Tweede Wereldoorlog. Masterscriptie Universiteit Leiden. 2009. (Juryvoorzitter: prof. dr. Lisa Kuitert).[7][8]